# Johann Christoph Rhode
Pour les articles homonymes, voir Rhode.
Johann Christoph Rhode (né en 1713 dans le Duché de Magdebourg, mort en 1786 à Berlin) est un cartographe allemand.
Rhode se forme à la cartographie en effectuant les relevés géodésiques pour Friedrich Wilhelm Carl von Schmettau, avec la collaboration de son frère, l’ingénieur Andreas August Rhode. En 1752, il est nommé géographe de l’Académie des sciences de Prusse, fonction distinguée mais modestement rémunérée, qu’il occupe jusqu’à sa mort. Sous la direction de Leonhard Euler, il travaille notamment sur une carte des itinéraires postaux du Saint-Empire romain germanique, une carte de Prusse, un plan de Berlin, ainsi que sur l’Atlas scolaire, souvent considéré comme la plus belle réussite de l’Académie en matière de cartographie, bien que les cartes y soient de qualité variable et malgré l’absence de standards toponymiques. Les ventes de cet atlas sont décevantes, principalement à cause de la concurrence d’atlas de meilleure qualité et de plus grand format, tels ceux de Johann Baptist Homann et Matthäus Seutter.
Au cours de sa carrière à l’Académie, Rhode a peu de moyens et de sources pour travailler. Sa cartographie des pays éloignés de l’Allemagne est essentiellement basée sur des cartes étrangères déjà publiées, telles celles de l’Américain John Mitchell pour l’Amérique du Nord. Il manifeste un talent certain pour synthétiser des sources différentes et les adapter à un lectorat allemand. Sur sa carte intitulée Theatrum Belli in America Septentrionali, en 1761, il représente le théâtre des opérations de la guerre de sept ans en Amérique du Nord dans un souci de neutralité vis-à-vis des belligérants français et britanniques. 

## Œuvre
- Johann Christoph Rhode, Tabula Geographica Hemisphaerii Borealis, 1753.
- Johann Christoph Rhode, Theatrum Belli in America Septentrionali…, 1761.
- Johann Christoph Rhode, Geographischer Atlas bestehend in 44 Land-Charten..., 1760.
- Johann Christoph Rhode, Mappa Geographica Asiae Minoris Antiqae, 1780.
- Johann Christoph Rhode, Partes confines Trium Magnorum Imperiorum Austriaci Russici et Osmanici, 1785.